# Cazzola

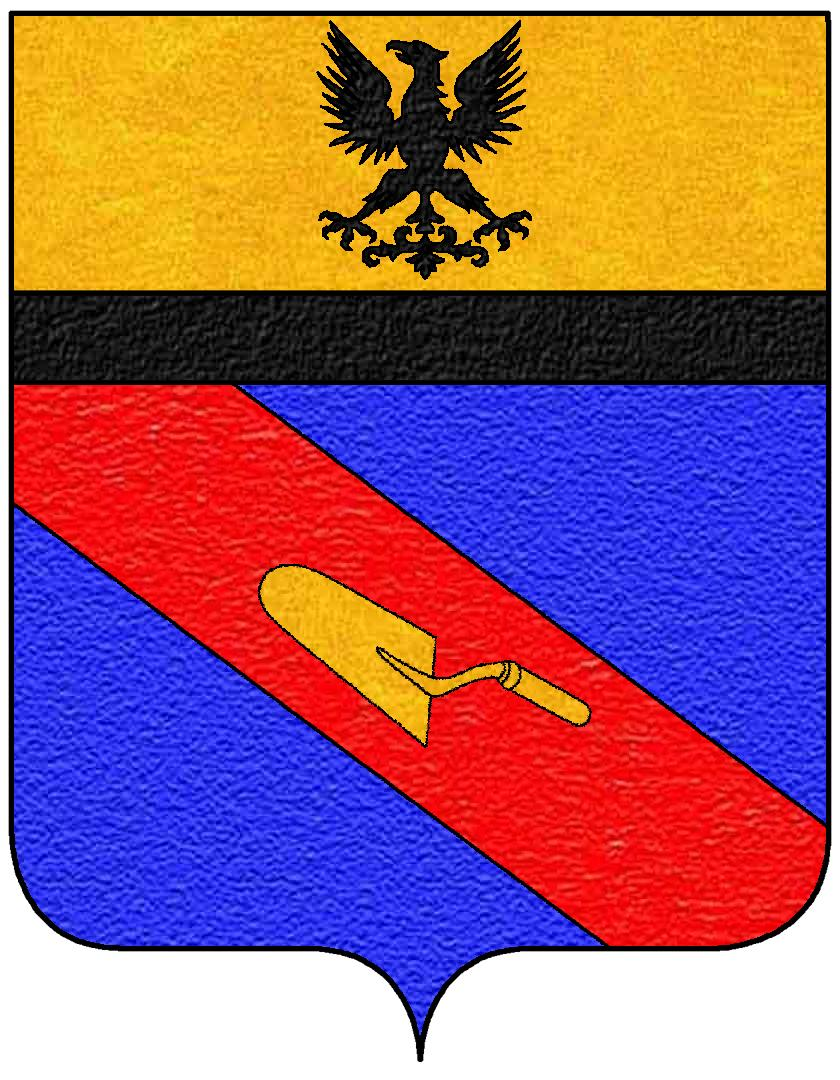
O escudo da Cazzola consignori de Montabone

Cazzola é um sobrenome italiano.

## Origem
Existem duas hipóteses sobre a origem do sobrenome Cazzola, um topográfico e um outro que está ligado ao tipo de trabalho do fundador. Cazzola poderia derivar de Cassola, um município da província de Vicenza, ou de  Cazzola, uma fração do município de Traversetolo, na província de Parma.
A segunda conjectura, como mencionado acima, sugere que o chefe da família tinha um apelido ligado à sua profissão. Neste caso, nas duas hipóteses mais prováveis, ou o ancestral era um fabricante ou vendedor de caçarolas (em italiano casseruola), ou era um pedreiro, este último utilizando, entre outras ferramentas, espátula (em italiano cazzuola ou cazzola).

## História
Num documento de 1485, a família é chamada Cazolus, Cazoli, Cazola. Entre as figuras históricas da família houve Chiara Cazzola, que se casou com Bernabó Visconti, e Pagano Cazzola, que foi um dos redatores do Estatuto de Milão. Os componentes de um ramo da família tornaram-se consignori de Montabone

## Difusão
Predominante no norte da Itália, o nome de Cazzola é muito comum na província de Vicenza (especialmente nos municípios de Malo, Schio, Vicenza, Isola Vicentina, Arzignano, Monticello Conte Otto, Valdagno, Grumolo delle Abbadesse, Caldogno e Costabissara). É comum também na província de Alexandria (Acqui Terme e Alexandria), na província de Asti (Montabone e Vaglio Serra) na província de Pavia (Voghera, Verrua Po, Pavia, Pinarolo Po, Castelletto di Branduzzo e Bressana Bottarone), na província de Sondrio (Cosio Valtellino), na província de Ferrara (Ferrara, Goro e Copparo), na província de Bolonha (Bolonha e Argelato), e Génova e Savona.

## As pessoas que carregam o sobrenome Cazzola
Entre aqueles que carregam o sobrenome Cazzola incluem: Alfredo Cazzola (empresário), Clementina Cazzola (atriz), Fabio Cazzola (ex-futebolista), Gabriele Cazzola (diretor e escritor de televisão), Giuliano Cazzola (economista e político), Paola Cazzola (motociclista), Pietro Cazzola (empreiteiro) y Riccardo Cazzola (futebolista).